# 大西湾乡
大西湾乡，是中华人民共和国河北省张家口张北县下辖的一个乡镇级行政单位。

## 行政区划
大西湾乡下辖以下地区：
满德堂村、铁道村、少道尼村、大庙湾村、什巴台村、生意村、闫家坡村、大西湾村、黄石崖村、徐大保村、胡达赖村、西水泉村、永德堂村、明喜营村、大恒城村、南号村、东友村和西号村。